# Dysphania luteopicta
Dysphania luteopicta là một loài bướm đêm trong họ Geometridae.